# Колібрі-смарагд мексиканський
Колі́брі-смара́гд мексиканський (Cynanthus auriceps) — вид серпокрильцеподібних птахів родини колібрієвих (Trochilidae). Ендемік Мексики.

## Опис

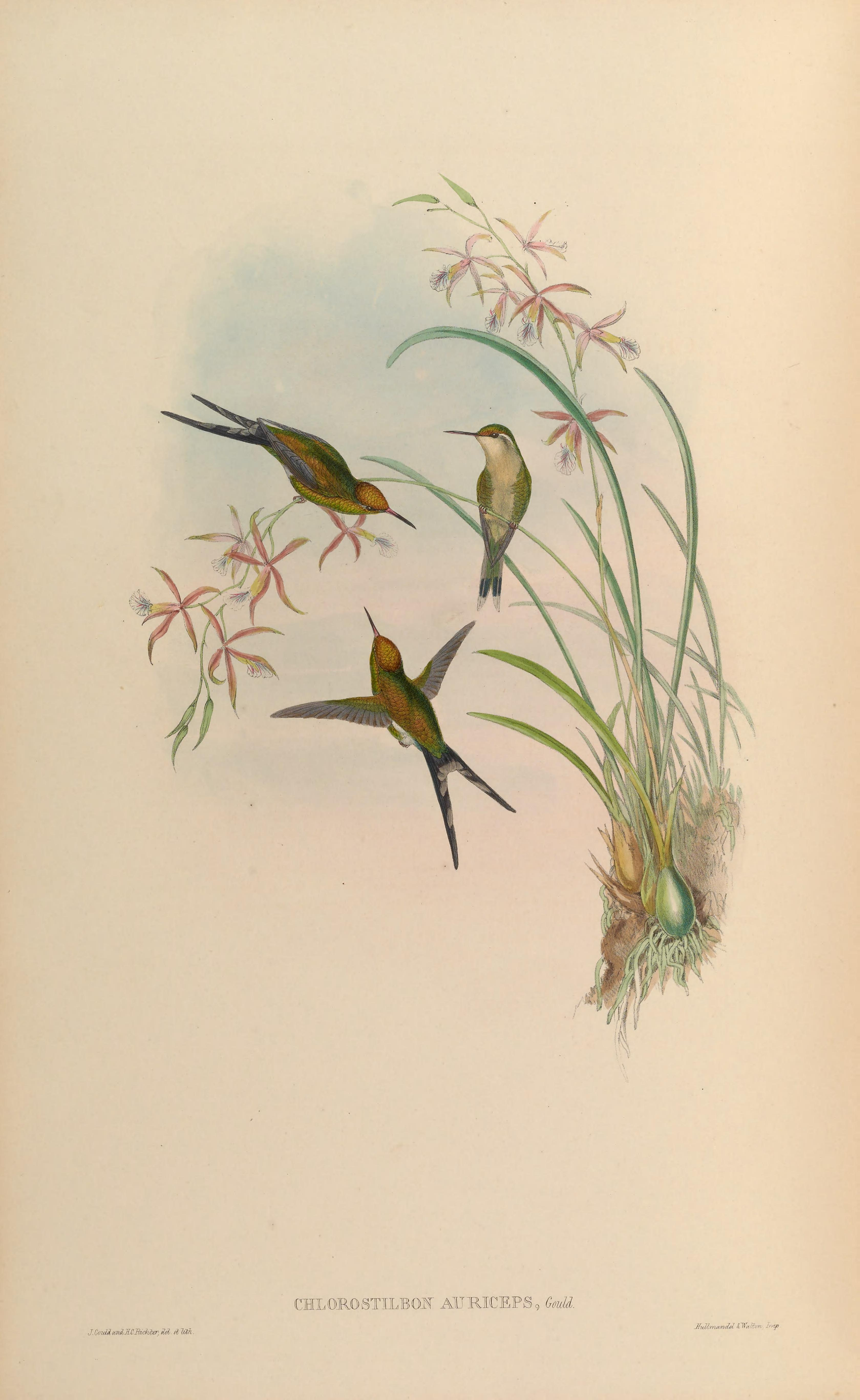
Мексиканські колібрі-смарагди

Довжина птаха становить 7,5-9,5 см, вага 2,2 г. У самців тім'я яскраво-золотисто-зелене, решта верхньої частини тіла золотисто-зела або бронзово-зелена. Підборіддя і горло зелені, решта нижньої частини тіла золотисто-зелені. Хвіст довгий, глибоко роздвоєний, стернові пера чорні з фіолетово-синім відблиском, три центральні пари стернові пер мають бурувато-сірі кінчики. Дзьоб зверху чорний, знизу червоний з чорним кінчиком. У самиць верхня частина тіла така ж, як у самців, нижня частина тіла у них світло-сіра, живіт дещо світліший. Щоки темні, за очима сірувато-білі смуги. Хвіст роздвоєний, коротший, ніж у самців. Стернові пера синьо-зелені або бронзово-зелені з чорною смугою на кінці і чорними кінчиками.

## Поширення і екологія
Мексиканські колібрі-смарагди мешкають на тихоокеанських схилах Мексики, від Сіналоа на південь до східної Оахака, а також в басейні річки Бальсас на схід до Морелоса. Вони живуть в сухих тропічних лісах, на узліссях і галявинах, в рідколіссях і вторинних заростях. Зустрічаються на висоті до 2600 м над рівнем моря. Живляться нектаром квітучих рослин, переміщуючись за певним маршрутом, а також дрібними комахами, яких збирають з листя. Сезон розмноження у них триває з лютого по липень. Гніздо чашоподібне, робиться з рослинного пуху, кори і лишайників, прикріплюється до кінчика тонкої гілки. В кладці 2 яйця. Пташенята покидають гніздо через 24-25 днів після вилуплення.